# إيفلين فيينز
إيفلين فيينز (من مواليد 6 فبراير 1997) هي لاعبة كرة قدم كندية محترفة، تلعب كمهاجم لنادي (Kristianstads DFF) في الدوري السويدي، وذلك على سبيل الإعارة من نادي سكاي بلو المتواجد ضمن الدوري الوطني لكرة القدم (NWSL)، وكذلك هي عضو في المنتخب الكندي. لعبت في اكاديمية كرة القدم الخاصة بجامعة جنوب فلوريدا.

## في الأكاديمية
لعبت فينس لفريق جنوب فلوريدا بولز من 2016 إلى 2019، حيث أصبحت هداف الفريق على الإطلاق برصيد 73 هدفًا وتم تعيينها في فريق NCAA All-American ثلاث مرات. كما أنها تحمل الرقم القياسي للهداف الموسم الواحد ولديها أكبر عدد من الأهداف في تاريخ المؤتمر الرياضي الأمريكي.
سجلت أول هدف في الاكاديمية في 25 أغسطس 2016 ضد كنتاكي.

## مع الأندية

### البدايات
في عامي 2018 و 2019، لعبت مع نادي دينامو دي كيبيك في الدوري الممتاز لكرة القدم في كيبيك.

### جوثام إف سي
تم اختيارها من قبل نادي سكاي بلو. لقد ظهرت لأول مرة مع سكاي بلو في 30 يونيو 2020. سجلت فينس هدفها الأول للنادي في 22 يوليو 2020، في الخسارة 3-2 أمام شيكاغو ريد ستارز خلال الدور نصف النهائي من كأس التحدي NWSL 2020.

#### إعارة إلى نادي باريس لكرة القدم
في أغسطس 2020، تم إعارة فينس إلى نادي باريس لكرة القدم. في مارس 2021، عادت إلى سكاي بلو، 

#### إعارة إلى Kristianstads
في ديسمبر 2021، تم إعارة فينس إلى ناديKristianstads لموسم 2022.

## دوليا
تم ترشيحها للمنتخب الكندي لأول مرة لكأس 2021 SheBelieves Cup .  ظهرت لأول مرة ضد الولايات المتحدة في 18 فبراير. سجلت هدفها الأول لكندا في 9 أبريل 2021 ضد ويلز.
في 23 يونيو 2021، تم اختيارها من ضمن تشكيلة المنتخب المشارك في منافسات الألعاب الأولمبية الصيفية لعام 2020، والتي تم تأجيلها حتى صيف عام 2021 بسبب وباء COVID-19. فازت كندا بالميدالية الذهبية في الألعاب.

## إحصائيات

### النادي
آخر تحديث 16 ديسمبر 2021.
| النادي                         | الدوري          | الموسم          | الدوري  | الدوري  | التصفيات | التصفيات | الكأس المحلي | الكأس المحلي | المجموع | المجموع |
| النادي                         | الدوري          | الموسم          | تطبيقات | الأهداف | تطبيقات  | الأهداف  | تطبيقات      | الأهداف      | تطبيقات | الأهداف |
| ------------------------------ | --------------- | --------------- | ------- | ------- | -------- | -------- | ------------ | ------------ | ------- | ------- |
| دينامو دي كيبيك                | PLSQ            | 2018            | 7       | 8       | -        | -        | -            | -            | 7       | 8       |
| دينامو دي كيبيك                | PLSQ            | 2019            | 8       | 13      | -        | -        | -            | -            | 8       | 13      |
| دينامو دي كيبيك                | المجموع         | المجموع         | 15      | 21      | 0        | 0        | 0            | 0            | 15      | 21      |
| نيوجيرسي / نيويورك جوثام إف سي | NWSL            | 2020            | 0       | 0       | 0        | 0        | 6            | 1            | 6       | 1       |
| نيوجيرسي / نيويورك جوثام إف سي | NWSL            | 2021            | 13      | 0       | 1        | 0        | 3            | 1            | 17      | 1       |
| نيوجيرسي / نيويورك جوثام إف سي | المجموع         | المجموع         | 13      | 0       | 1        | 0        | 9            | 2            | 23      | 2       |
| باريس إف سي (إعارة)            | قسم 1 فيمينين   | 2020-21         | 14      | 11      | -        | -        | 1            | 0            | 15      | 11      |
| المجموع الوظيفي                | المجموع الوظيفي | المجموع الوظيفي | 42      | 32      | 1        | 0        | 10           | 2            | 53      | 34      |

## الجوائز

### أكاديمية
- بطل المؤتمر الرياضي الأمريكي: 2017-19
- الفريق الثاني All-American: 2019
- الفريق الثالث All-American: 2017-18
- أفضل لاعب هجومي في المؤتمرات للعام: 2018-19
- الفريق الأول لجميع المؤتمرات: 2017-19

### النادي
دينامو دي كيبيك
- بطل الدوري الممتاز لكرة القدم في كيبيك : 2018

### دولي
- ذهبية الألعاب الأولمبية الصيفية : 2021

## روابط خارجية
- ملف تعريف جنوب فلوريدا
- إيفلين فيينز  على سكروي